# Mikkel Maigaard
Mikkel Maigaard, né le 20 septembre 1995 à Varde au Danemark, est un footballeur danois qui évolue au poste de milieu offensif.

## Biographie

### Débuts professionnels
Né à Varde au Danemark, Mikkel Maigaard est formé par l'Esbjerg fB. Il fait ses débuts professionnels à tout juste 18 ans le 26 septembre 2013, lors d'une rencontre de coupe du Danemark face à l'Aalborg Chang. Il entre en jeu à la place de Mushaga Bakenga, et son équipe l'emporte largement par sept buts à un.
Il participe avec cette équipe à la phase de groupe de la Ligue Europa en 2013. Il joue à cet effet une rencontre face au Red Bull Salzbourg (défaite 3-0).
Non conservé par le club à l'été 2015, il rejoint en septembre le Brabrand IF.
Il s'exile ensuite en Islande, en rejoignant l'ÍB Vestmannaeyja. Il remporte avec cette équipe une Coupe d'Islande en 2017, en s'imposant en finale sur la plus petite des marges face au FH Hafnarfjörður.
Le 14 janvier 2018, il rejoint la Norvège pour s'engager avec le Raufoss IL, qui évolue alors en troisième division. Dès sa première année il est sacré champion avec son club, et participe donc à la montée en deuxième division.
Le 2 juin 2019, il se met en évidence en inscrivant un quadruplé en deuxième division, lors de la réception du Tromsdalen UIL. Son équipe l'emporte 6-4 à domicile.

### Strømsgodset IF
Le 1er août 2019, il signe en faveur du Strømsgodset IF pour un contrat courant jusqu'en 2021. Il découvre alors la première division norvégienne, jouant son premier match sous ses nouvelles couleurs dans cette compétition, le 5 août 2019 contre le FK Bodø/Glimt. Il est titulaire lors de cette rencontre perdue par son équipe sur le score de trois buts à un. Il inscrit son premier but dès sa quatrième apparition, le 25 août 2019 contre le Sarpsborg 08 FF, en championnat. Son équipe s'impose par deux buts à un ce jour-là.
À la suite du départ de Jakob Glesnes il est nommé capitaine du Strømsgodset IF. Le 25 juin 2020, il réalise son premier doublé avec le club, transformant deux penalty, face au Sarpsborg 08 FF. Il contribue ainsi à la victoire de son équipe par trois buts à deux. Le 24 septembre 2020, Mikkel Maigaard prolonge son contrat jusqu'en décembre 2023 avec le Strømsgodset IF.

### Sarpsborg 08
Le 31 août 2021, Mikkel Maigaard s'engage en faveur du Sarpsborg 08 pour un contrat courant jusqu'en décembre 2023. 
Il joue son premier match pour Sarpsborg le 12 septembre 2021, lors d'une rencontre de championnat contre le FK Haugesund. Il entre en jeu à la place de Kristian Opseth (en) lors de ce match perdu par son équipe (2-1 score final).
Le 24 avril 2022, Maigaard réalise son premier doublé pour le Sarpsborg 08 FF, à l'occasion d'un match de championnat contre le Tromsø IL. Titulaire, il participe à la victoire de son équipe par cinq buts à deux.

## Palmarès
ÍB Vestmannaeyja
- Coupe d'Islande (1) :
  - Vainqueur : 2017.
  - Finaliste : 2016.